# Brotherhood
Brotherhood är en amerikansk TV-serie som originalvisades på Showtime 2006-2008 i sammanlagt 29 avsnitt. Jason Isaacs och Jason Clarke ses i huvudrollerna som bröderna Caffee. Serien är skapad av Blake Masters. Brotherhood hade premiär i Sverige den 11 januari 2008 på SVT2. År 2009 meddelade Showtime att man lägger ner serien.

## Rollista
- Jason Isaacs som Michael Caffee
- Jason Clarke som Tommy Caffee
- Annabeth Gish som Eileen Caffee
- Ethan Embry som Declan Giggs
- Stivi Paskoski som Pete McGonagle
- Kevin Chapman som Freddie Cork
- Fiona Erickson som Mary Rose Caffee
- Fionnula Flanagan som Rose Caffee

Övriga återkommande rollfigurer spelas av bland annat Tina Benko (Kath Perry), Madison Garland (Lila Caffee), Kailey Gilbert (Noni Caffee), Karey O'Malley (Mary-Kate Martinsson), Billy Smith (Moe Riley) och Scottie Thompson (Shannon McCarthy).